# Station Denfert-Rochereau
Denfert-Rochereau is een station gelegen in het veertiende arrondissement in de Franse hoofdstad Parijs.

## Geschiedenis
Het station is op 7 juni 1846 geopend als kopstation van spoorlijn Paris-Luxembourg - Limours. De oorspronkelijke spoorwegmaatschappij werd al na een paar jaar overgenomen door de Compagnie du chemin de fer de Paris à Orléans. Oorspronkelijk was er bij het station een keerlus voor de treinen. Op 1895 werd de spoorlijn ondergronds doorgetrokken naar het Luxemburg station. Van het oorspronkelijk station zijn alleen nog een paar opstelsporen in gebruik. In 1937 werd de Ligne de Sceaux spoorlijn grondig gemoderniseerd en overgenomen door de Parijse metro. In 1977 werd de Sceaux spoorlijn doorgetrokken naar Chatelet en maakte het station deel uit van de nieuwe RER B spoorlijn.

## Het station
Denfert-Rochereau is een bovengronds station en ligt voor Carte Orange gebruikers in zone 1. Het station telt twee sporen en twee perrons.
De naam is afgeleid van de Place de Denfert-Rochereau, die een eerbetoon is aan Pierre Philippe Denfert-Rochereau (1823-1878), een Franse kolonel die in 1870 en 1871 met succes Belfort verdedigde tegen de Pruisen.

## Overstapmogelijkheid
Er is een overstap mogelijk tussen RER en vijf buslijnen van het Parijse vervoersbedrijf RATP, inclusief de Orlybus en Open Tour. Ook bussen van het nachtnet Noctilien en het bedrijf CEAT hebben haltes bij het station liggen. Ook metrolijn 4 en 6 van RATP stoppen op het metrostation Denfert-Rochereau.

## Vorig en volgend station
| Richting                                | Vorig station      | Lijn  | Volgend station | Richting                                             |
| --------------------------------------- | ------------------ | ----- | --------------- | ---------------------------------------------------- |
| Robinson B2 Saint-Rémy-lès-Chevreuse B4 | Cité Universitaire | RER B | Port-Royal      | Aéroport Charles de Gaulle 2 TGV B3 Mitry - Claye B5 |

## Fotogalerij

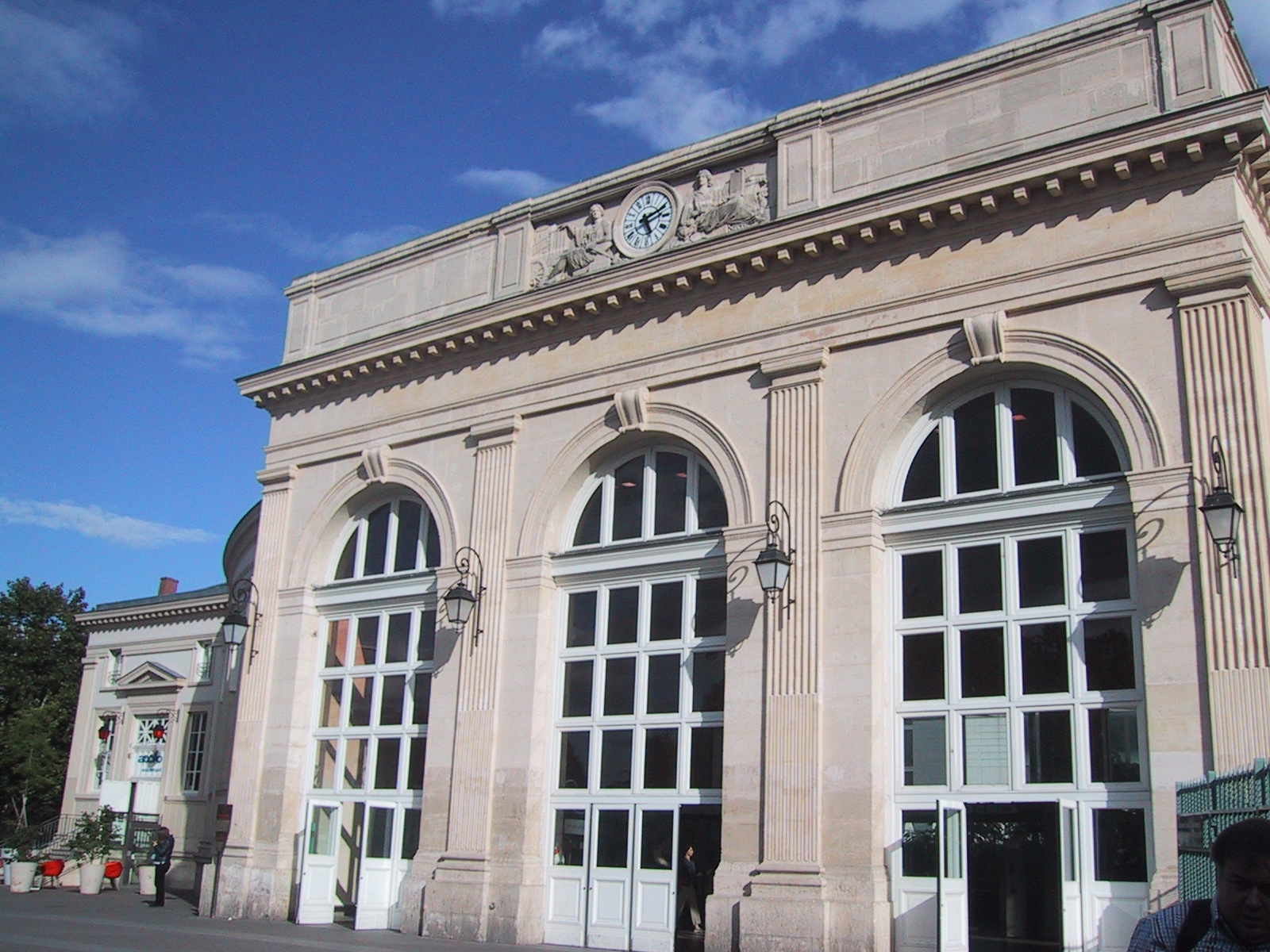
Ingang van het station
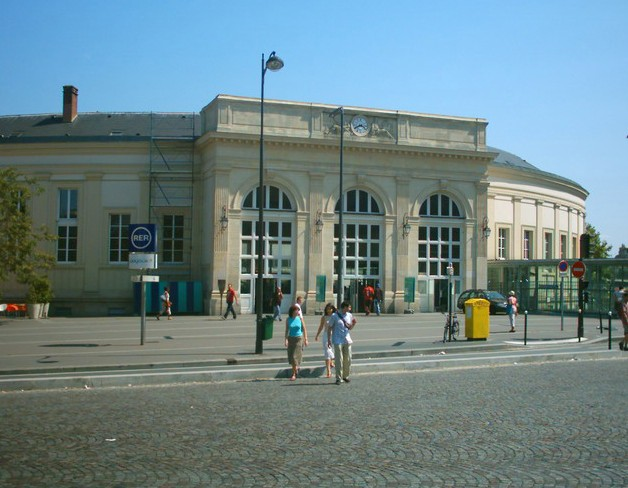
Ingang van het station
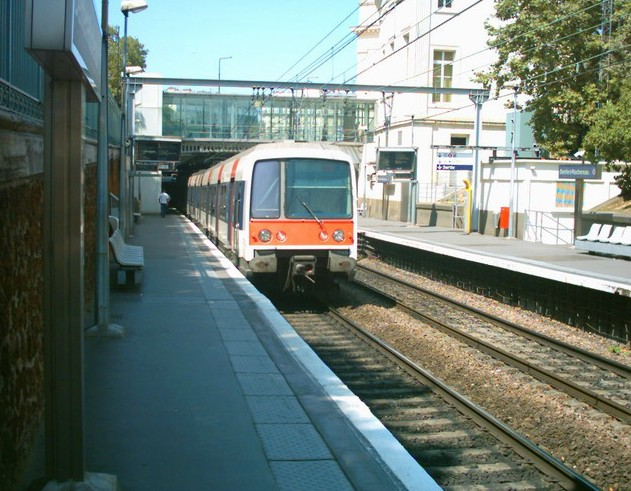
Trein van RER B op Denfert-Rochereau
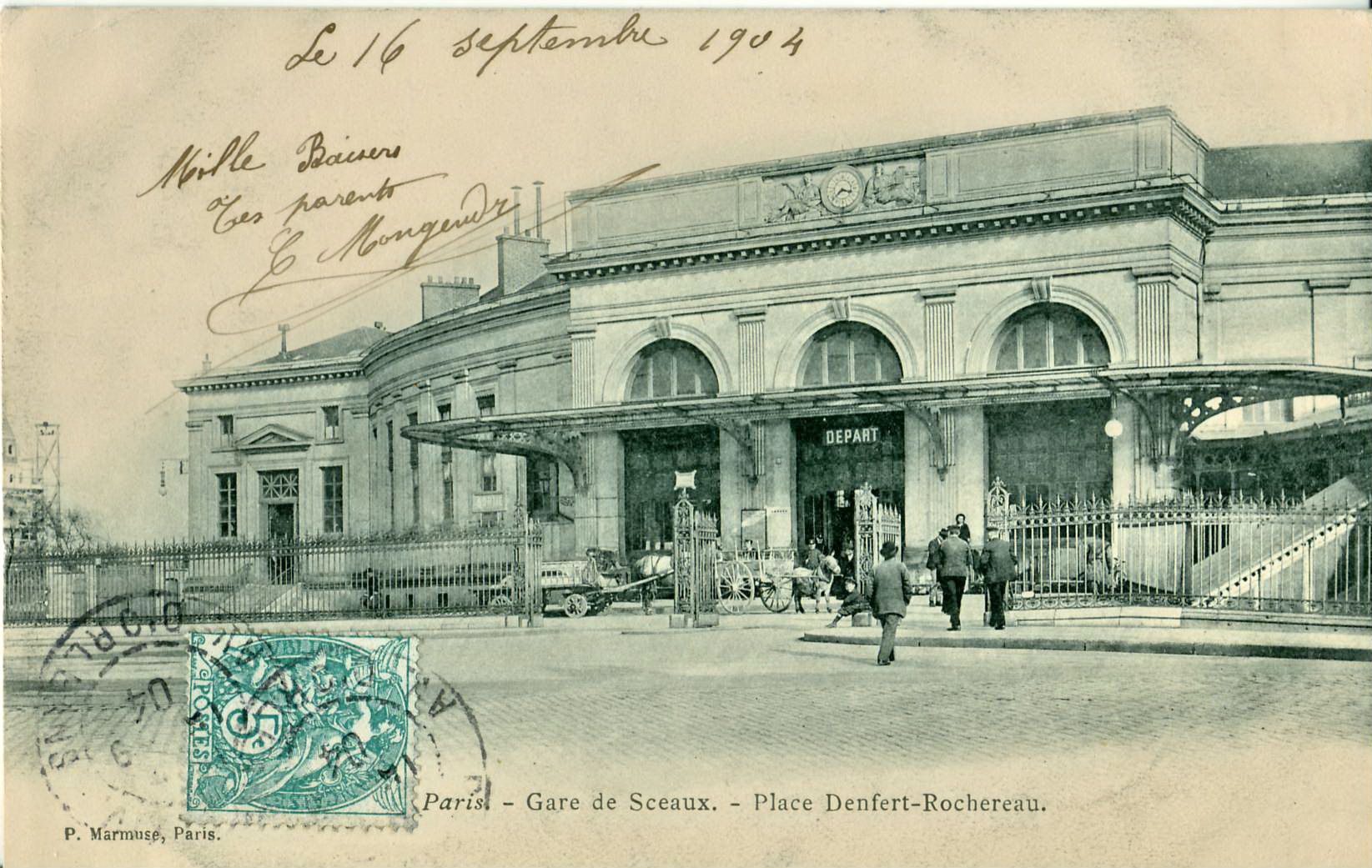
Het station in de negentiende eeuw dat toentertijd onderdeel was van het treintraject naar Sceaux
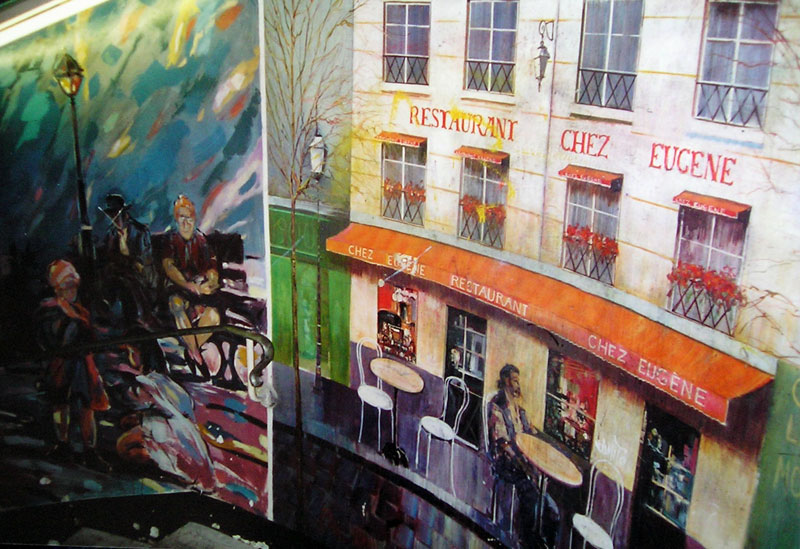
Muurschildering op het metrostation van Denfert-Rochereau